# Coelotes pseudoterrestris
Coelotes pseudoterrestris là một loài nhện trong họ Amaurobiidae.
Loài này thuộc chi Coelotes. Coelotes pseudoterrestris được Ehrenfried Schenkel-Haas miêu tả năm 1963.